# Savane de hautes terres d'Einasleigh
Localisation
La savane tropicale d'Einasleigh  forme une écorégion définie par le fonds mondial pour la Nature (WWF). Elle couvre une zone de plus de 100 000 km² au nord du Queensland, en Australie. Elle appartient à l'écozone australasienne et au biome des prairies, savanes et terres arbustives tropicales et subtropicales.